# Mato Verde (ort)
Mato Verde är en ort i Brasilien.   Den ligger i kommunen Mato Verde och delstaten Minas Gerais, i den östra delen av landet, 500 km öster om huvudstaden Brasília. Mato Verde ligger 543 meter över havet och antalet invånare är 7 783.
Terrängen runt Mato Verde är platt åt nordväst, men åt sydost är den kuperad. Runt Mato Verde är det ganska glesbefolkat, med 26 invånare per kvadratkilometer.. Det finns inga andra samhällen i närheten.
Omgivningarna runt Mato Verde är en mosaik av jordbruksmark och naturlig växtlighet.